# Калоян (филм)
Вижте пояснителната страница за други значения на Калоян.
„Калоян“ е български игрален филм (драма, исторически) от 1963 година на режисьорите Дако Даковски и завършен от Юри Арнаудов, по сценарий на Дако Даковски, Антон Дончев и Димитър Мантов. Оператор е Емануил Пангелов. Музиката във филма е композирана от Найден Геров. Това е първият исторически филм, заснет през комунизма за български монарх, като това се дължи на успешните войни на Калоян с кръстоносците от четвъртия поход, което е използвано от комунистическата пропаганда в условията на Студената война със Запада за създаване на казионен патриотизъм.

## Актьорски състав
| Роля                             | Изпълнител        |
| В ролите:                        | Изпълнител        |
| -------------------------------- | ----------------- |
| Цар Калоян                       | Васил Стойчев     |
| Милат                            | Богомил Симеонов  |
| Борил                            | Спас Джонев       |
| Манастър                         | Андрей Михайлов   |
| Чичек                            | Магдалена Мирчева |
| Угай                             | Иван Стефанов     |
| Добрило                          | Иван Тонев        |
| Дядо Радой                       | Николай Дойчев    |
| Валкан                           | Божидар Лечев     |
| Младен                           | Любомир Димитров  |
| Деница                           | Цветана Манева    |
| Стразимир                        | Константин Димчев |
| В епизодите:                     |                   |
| Стефан Петров                    |                   |
| Борис Михайлов /заслужил артист/ |                   |
| Васил Проданов                   |                   |
| Борис Арабов                     |                   |
| Алексей Милковски                |                   |
| Георги Ставрев                   |                   |
| Кирил Янев                       |                   |
| Никола Дадов                     |                   |
| Иванка Даковска                  |                   |
| Любомир Бобчевски                |                   |
| Георги Манев                     |                   |
| Християн Русинов                 |                   |
| Стоил Попов                      |                   |
| Найчо Петров                     |                   |
| Любен Попов                      |                   |
| Георги Сарафов                   |                   |
| Марин Тошев                      |                   |
| Пламен Дончев                    |                   |
| Лука Караилев                    |                   |
| Кирил Донев                      |                   |
| Любен Митрев                     |                   |
| Р. Таманджиев                    |                   |
| Д. Ицмарев                       |                   |
| И. Пангелов                      |                   |

## Творчески и технически екип
| Сценарий                                     | Дако Даковски Антон Дончев Димитър Мантов                                  |
| Режисьори                                    | Дако Даковски /1919 – 1962/ Юрий Арнаудов /завършен режисьор/              |
| Оператор                                     | Емануил Пангелов                                                           |
| Художник                                     | Борислав Стоев                                                             |
| Музика                                       | Найден Геров                                                               |
| Звукооператор                                | Георги Кръстев                                                             |
| Художник-консултант по историческите въпроси | Ангел Ангелов                                                              |
| Костюми                                      | Милка Начева                                                               |
| Архитект                                     | Мони Аладжемов                                                             |
| Комбинирани снимки                           | Димитър Бояджиев Стоян Кьосовски                                           |
| Втори оператор                               | Христо Вълчанов                                                            |
| Асистент-режисьори                           | Лило Беличовски Екатерина Игнатова Добромир Иванов                         |
| Асистент-оператор                            | Венец Димитров                                                             |
| Грим                                         | Кирил Траянов                                                              |
| Монтаж                                       | Сашка Тенева Тотка Кръстева                                                |
| Организатори на снимки                       | Кирил Киров Илия Чомполов Сава Савов                                       |
| Консултанти                                  | проф. Александър Бурмов Антон Дончев Петър Клявков                         |
| Директор на продукцията                      | Атанас Пападопулос                                                         |
| Музиката изпълнява                           | Софийската държавна филхармония Диригент: Васил Казанджиев                 |
| Distributed by                               | Българска национална филмотека Българска кинематография /Copyright © 1962/ |

Филмът е заснет със съдействието на поделения от Народната армия на Обединените ТКЗС в Коларовградски и Варненски окръзи на населението на градовете Луковит и Сливен